# 확산강조 MRI
확산강조 MRI(diffusion-weighted magnetic resonance imaging, DWI, DW-MRI)는 물 분자의 확산 정도를 표지로 사용하는 MRI 기법을 의미한다. 이 기술을 통해 조직 내부의 분자 확산을 비침습적으로 측정할 수 있다. 분자 확산은 고분자, 섬유, 생체막을 따라 발생하므로 물 분자의 확산을 측정함으로써 조직 내부의 구조를 더욱 자세히 알 수 있다. DWI의 일종으로 백질의 신경로를 관측하는 기술인 확산텐서영상(diffusion tensor imaging, DTI 또는 DT-MRI)이 있다.

## 같이 보기
- fMRI